# Marcel Goc
Marcel Goc (* 24. August 1983 in Calw) ist ein ehemaliger deutscher Eishockeyspieler und derzeitiger -trainer, der im Verlauf seiner aktiven Karriere zwischen 1999 und 2020 unter anderem 699 Spiele für die San Jose Sharks, Nashville Predators, Florida Panthers, Pittsburgh Penguins und St. Louis Blues in der National Hockey League (NHL) sowie 388 weitere Partien in der Deutschen Eishockey Liga (DEL) auf der Position des Centers bestritten hat. Der 112-fache deutsche Nationalspieler gewann mit der Olympiaauswahl bei den Olympischen Winterspielen 2018 in Pyeongchang die Silbermedaille.

## Karriere
Goc begann seine Eishockeykarriere im Alter von drei Jahren bei der ESG Esslingen, von wo er 1997 zum Nachwuchs nach Schwenningen wechselte. Aufgrund seines Talentes gab er bereits mit 16 Jahren sein Debüt im Trikot der Schwenninger Wild Wings in der Deutschen Eishockey Liga. In seinem ersten Profijahr verbuchte er lediglich drei Vorlagen in 51 der 56 Saisonspielen. In seiner zweiten Spielzeit steigerte der Stürmer seine Ausbeute auf 41 Scorerpunkte, was dazu führte, dass er im NHL Entry Draft 2001 von den San Jose Sharks in der ersten Runde an 20. Stelle gezogen wurde. Er war damit zu diesem Zeitpunkt der deutsche Feldspieler, der bei einem NHL-Draftverfahren am frühesten ausgewählt wurde, wurde jedoch im Jahr 2014 von Leon Draisaitl abgelöst. Gegen Ende der Saison 2001/02 wechselte er zu den Adler Mannheim, mit denen er im selben Jahr Deutscher Vizemeister wurde nach einer engen Finalserie gegen die siegreichen Kölner Haie. Goc blieb noch eine weitere Spielzeit in Mannheim, ehe er im Anschluss an die Saison 2002/03 nach Nordamerika zu den San Jose Sharks wechselte.

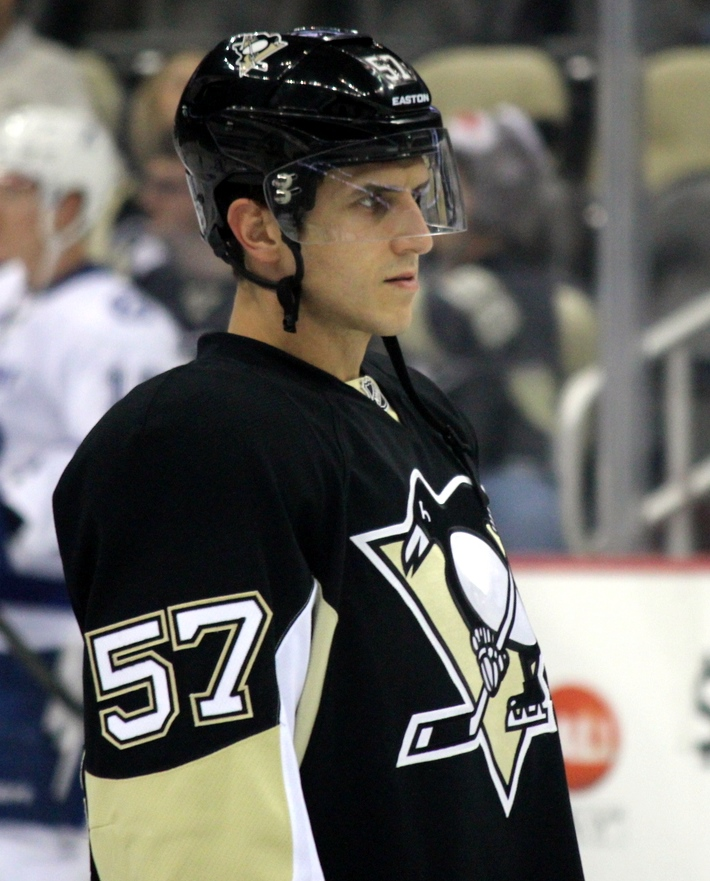
Marcel Goc (2014)

In seinem ersten Jahr in Übersee spielte er überwiegend bei den Cleveland Barons, dem damaligen Farmteam der San Jose Sharks, in der American Hockey League. Erst im Verlauf der Playoffs der Saison 2003/04 kam er zu seinen ersten Einsätzen in der NHL. In den fünf Spielen, die er bestritt, erzielte er ein Tor und bereitete ein weiteres vor. Goc, dessen erstes NHL-Tor gleichzeitig die Playoff-Serie gegen die Colorado Avalanche entschied, ist damit der erste und bisher einzige Spieler in der Geschichte der Sharks, der sein Debüt für das Franchise während der Playoffs gab. Durch den Lockout in der Saison 2004/05 konnte der Deutsche zunächst keine weiteren Spiele für San Jose bestreiten. Er blieb aber im Gegensatz zu einigen anderen deutschen Spielern in Nordamerika, um sich im Farmteam für das NHL-Aufgebot zu empfehlen. Zu Beginn der Saison 2005/06 erhielt er schließlich einen Stammplatz bei den San Jose Sharks, vornehmlich in der dritten und vierten Sturmreihe als Defensivstürmer sowie in Unterzahlsituationen. Trotzdem erreichte er in 81 Partien 22 Punkte und blieb auch in der Saison 2006/07 Stammspieler, obwohl er seine Offensivstatistiken nicht verbessern konnte. Aufgrund des ausgeglichenen Kaders, dem Überangebot an Defensivstürmern und Rückenproblemen kam Goc in der ersten Hälfte der Spielzeit 2007/08 deutlich seltener zum Einsatz. Dies setzte sich auch in der zweiten Saisonhälfte fort, da die interne Konkurrenz vor allem in der Offensive deutlich präsenter war als Goc. Trotzdem entschied sich das Management, obwohl sein Vertrag ausgelaufen war, ihn, im Gegensatz zu Patrick Rissmiller und Curtis Brown, zu halten und mit einem neuen Einjahresvertrag auszustatten, nachdem sich beide Parteien zunächst auf eine Vertragsklärung vor dem Schiedsgericht der NHL geeinigt hatten.
Ein Jahr später folgte auch für den Deutschen das Ende bei den Nordkaliforniern trotz einer soliden Spielzeit mit den Sharks. Im August 2009 nahmen ihn daher die Nashville Predators per Zwei-Wege-Vertrag mit Gültigkeit für die NHL und AHL für ein Jahr unter Vertrag. Da Goc bereits Ende Januar 2010 mit zehn Toren eine neue persönliche Bestmarke aufgestellt hatte und nur noch drei Scorerpunkte von seinem höchsten Karrierewert entfernt war, verlängerten die Predators den Vertrag vorzeitig um ein Jahr zu verbesserten Konditionen. Am 1. Juli 2011 unterzeichnete er einen Vertrag bei den Florida Panthers. Mit Einverständnis der Florida Panthers wechselte er während des NHL Lockouts 2012 zurück in die DEL und spielte dort für die Adler Mannheim.
Kurz vor der Trade Deadline am 5. März 2014 wechselte Goc im Austausch für ein Dritt- und ein Fünftrunden-Wahlrecht im NHL Entry Draft zu den Pittsburgh Penguins. Bei den Penguins blieb er knapp ein Jahr, ehe er im Januar 2015 im Tausch für Maxim Lapierre an die St. Louis Blues abgegeben wurde. In St. Louis beendete Goc die Saison 2014/15 und war fortan als Free Agent auf der Suche nach einem neuen Verein. Am 1. September 2015 gaben die Adler Mannheim bekannt, dass der Center nach Deutschland zurückkehrt und in Mannheim einen Fünfjahresvertrag unterzeichnet habe.
Im Januar 2017 zog sich Goc einen Kreuzbandriss, einen Außenbandanriss sowie eine Knochenprellung zu und musste sich einer Operation unterziehen. Sieben Monate später beging er in der Champions League seine Rückkehr. Im November 2017 erlitt er eine Oberkörperverletzung, Mitte Dezember 2017 spielte er wieder. In der Saison 2018/19 wurde er erneut von Verletzungen geplagt: Erst fiel er sechs Wochen wegen einer Brustverletzung aus, kurz nach der Rückkehr aufs Eis musste er ab Ende Oktober 2018 aufgrund einer Patellafraktur, die operativ behandelt werden musste, abermals aussetzen. Im Frühjahr 2020 trat er vom Leistungssport zurück.
Nach dem Ende seiner Spielerlaufbahn 2020 blieb er bei den Adler Mannheim, wurde Mitglied des Trainerstabs und übernahm dort die Aufgabe, mit jungen Spielern an deren Weiterentwicklung zu arbeiten. Ab Ende März 2022 fungierte er als Co-Trainer der Adler Mannheim unter Cheftrainer Bill Stewart, bis dieser im Frühjahr 2023 von seinen Aufgaben entbunden wurde. Goc kehrte daraufhin in die Nachwuchsabteilung in seiner Funktion als Bindeglied zur Profimannschaft zurück. Im November 2023 wurde er aber wieder als Assistent der Profimannschaft installiert, nachdem sich der Verein von Cheftrainer Johan Lundskog getrennt und Dallas Eakins als Nachfolger vorgestellt hatte.

### International
Goc vertrat sein Heimatland aufgrund seines Talentes bereits im Juniorenbereich. Erstmals kam er im Alter von 17 Jahren bei der U20-Junioren-Weltmeisterschaft 2000 zum Einsatz. Im selben Jahr spielte er auch bei der U18-Junioren-Weltmeisterschaft. Ebenso wurde er im folgenden Jahr bei beiden WM-Turnieren der Junioren eingesetzt. Weitere Einsätze hatte er bei den U20-Junioren-Weltmeisterschaften 2002 und 2003. Für die A-Nationalmannschaft lief er bei den Weltmeisterschaften 2001, 2003, 2005 und 2008 auf, sowie beim World Cup of Hockey 2004, den Olympischen Winterspielen 2006 in Turin und 2010 in Vancouver. Bei der Heim-Weltmeisterschaft 2010, als Deutschland das Halbfinale erreichte, war Goc Kapitän der Nationalmannschaft.
In der Folge bestritt der gebürtige Calwer die Weltmeisterschaften 2012, 2013 und 2016. Seine internationale Karriere krönte er im Rahmen der Olympischen Winterspiele 2018 in Pyeongchang, bei denen er mit der DEB-Auswahl die Silbermedaille gewann und als Kapitän der deutschen Mannschaft fungierte. Im April 2018 trat er aus der Nationalmannschaft zurück. Goc bestritt insgesamt 112 A-Länderspiele für Deutschland und erzielte 17 Tore sowie 16 Vorlagen.

## Erfolge und Auszeichnungen
- 2002 Teilnahme am DEL All-Star Game
- 2002 Aufstieg in die Top-Division bei der U20-Junioren-Weltmeisterschaft der Division I
- 2018 Silbermedaille bei den Olympischen Winterspielen
- 2019 Deutscher Meister mit den Adler Mannheim

## Karrierestatistik

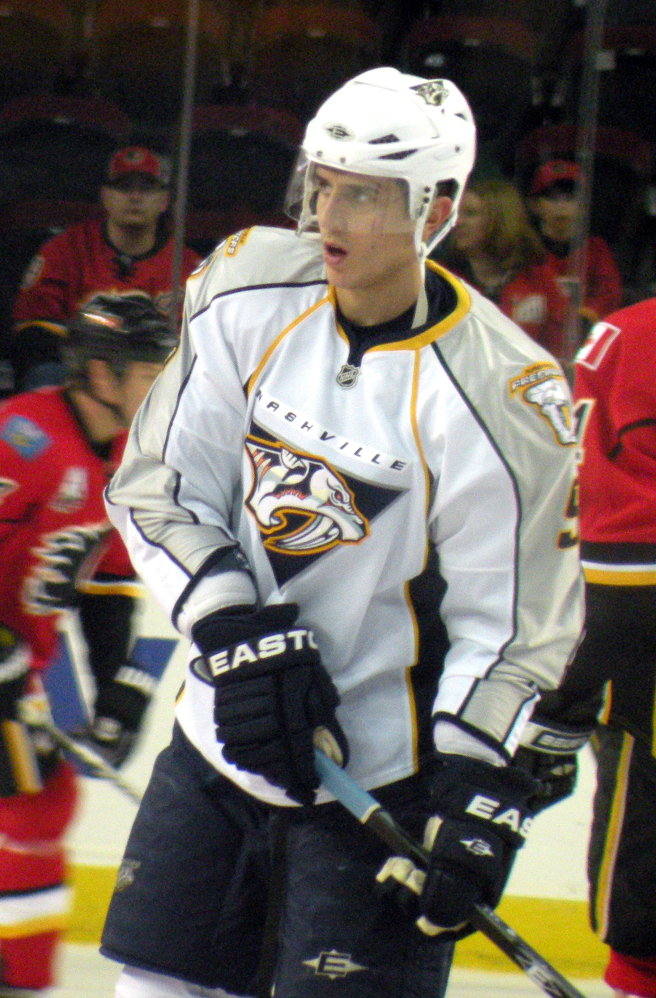
Goc als Spieler der Nashville Predators

### International
Vertrat Deutschland bei:
| - U20-Junioren-B-Weltmeisterschaft 2000 - U18-Junioren-Weltmeisterschaft 2000 - U20-Junioren-Weltmeisterschaft der Division I 2001 - Qualifikationsturnier für die Olympischen Winterspiele 2002 - U18-Junioren-Weltmeisterschaft 2001 - Weltmeisterschaft 2001 - U20-Junioren-Weltmeisterschaft der Division I 2002 - U20-Junioren-Weltmeisterschaft 2003 - Weltmeisterschaft 2003 - World Cup of Hockey 2004 | - Weltmeisterschaft 2005 - Olympischen Winterspielen 2006 - Weltmeisterschaft 2008 - Olympischen Winterspielen 2010 - Weltmeisterschaft 2010 - Weltmeisterschaft 2012 - Weltmeisterschaft 2013 - Weltmeisterschaft 2016 - Qualifikationsturnier für die Olympischen Winterspiele 2018 - Olympischen Winterspielen 2018 |

(Legende zur Spielerstatistik: Sp oder GP = absolvierte Spiele; T oder G = erzielte Tore; V oder A = erzielte Assists; Pkt oder Pts = erzielte Scorerpunkte; SM oder PIM = erhaltene Strafminuten; +/− = Plus/Minus-Bilanz; PP = erzielte Überzahltore; SH = erzielte Unterzahltore; GW = erzielte Siegtore; 1 Play-downs/Relegation; Kursiv: Statistik nicht vollständig)

## Sonstiges
Seine Brüder Sascha und Nikolai wurden ebenfalls professionelle Eishockeyspieler und Nationalspieler.
Während der Weltmeisterschaft 2017 in Deutschland, die er als Spieler aufgrund eines Kreuzbandrisses verpasste, war Goc als Experte für den Fernsehsender Sport1 tätig.